# Taras (historia wojskowości)
Taras – drewniana osłona płytowa w kształcie ścianki, używana w XV wieku przez husytów do osłony dział; przed strzałem w całości lub częściowo podnoszona za pomocą sznurów.